# ترافالگار (ویکتوریا)
ترافالگار (به انگلیسی: Trafalgar) یک شهرک در استرالیا است که در Shire of Baw Baw واقع شده‌است.